# Volodinrum
Inom topologin, ett delområde av matematiken, är Volodinrummet {\displaystyle X} av en ring R ett delrum av det klassificerande rummet {\displaystyle BGL(R)} som ges av
{\displaystyle X=\bigcup _{n,\sigma }B(U_{n}(R)^{\sigma })}
där {\displaystyle U_{n}(R)\subset GL_{n}(R)} är delgruppen av uppåt triangulära matriser med ettor i diagonalen och {\displaystyle \sigma } en permutationsmatris sedd som ett element av {\displaystyle GL_{n}(R)} som verkar med konjugation. Rummet är acykliskt och fundamentalgruppen {\displaystyle \pi _{1}X} är Steinberggrupp {\displaystyle \operatorname {St} (R)} av R. Faktiskt förklarade Suslins uppsats  att X ger en modell för Quillens pluskonstruktion {\displaystyle BGL(R)/X\simeq BGL^{+}(R)} i algebraisk K-teori.

### Fotnoter
1. ↑  Weilbel 2013, Ch. IV. Example 1.3.2.
2. ↑  A. A. Suslin, On the equivalence of K-theories, Comm. Algebra 9 (1981), no. 15, 1559–1566.